# Na Veia Tour
Na Veia Tour é o primeiro álbum ao vivo do cantor brasileiro Naldo Benny, lançado em 30 de outubro de 2012 pela editora discográfica Deckdisc.

## Gravação
O álbum foi gravado durante um show realizado no Citibank Hall no Rio de Janeiro, que contou com o repertório de antigos sucessos como "Chantilly", "Me chama que eu vou", "Meu corpo quer você", e ainda com quatro inéditas "Eu venci", "Eu quero você", "Outra vez" e "Minha Cinderela". Nesse show recebeu como convidados os artistas Xande de Pilares, Preta Gil e Buchecha.

## Lista de faixas
| N.º | Título                                | Compositor(es) | Duração |  |
| 1.  | "Na Veia"                             |                | 4:48    |  |
| 2.  | "Me Chama Que Eu Vou / Tá Surdo"      |                | 4:01    |  |
| 3.  | "Sem Sutiã"                           |                | 2:54    |  |
| 4.  | "Amor de Chocolate"                   |                | 4:34    |  |
| 5.  | "Meu Corpo Quer Você" (com Preta Gil) |                | 4:52    |  |
| 6.  | "Exagerado"                           |                | 4:12    |  |
| 7.  | "Outra Vez"                           |                | 3:48    |  |
| 8.  | "Envenenada"                          |                | 3:02    |  |
| 9.  | "Vá Embora / A Vida é Mesmo Assim"    |                | 5:07    |  |
| 10. | "Como Mágica / Nada"                  |                | 7:53    |  |
| 11. | "Minha Cinderela"                     |                | 3:28    |  |
| 12. | "Bota pra Ferver"                     |                | 4:29    |  |
| 13. | "Eu Quero Você" (com Buchecha)        |                | 4:26    |  |
| 14. | "Chantilly"                           |                | 4:17    |  |

## Divulgação
Durante o ano de 2012, Naldo apresentou-se em diversos programas televisivos. Em 7 de outubro de 2012, Naldo fez uma apresentação ao vivo de "Amor de Chocolate" no programa televisivo brasileiro Domingão do Faustão. O artista também apresentou a canção juntamente com "Exagerado" no programa televisivo Caldeirão do Huck em 15 de setembro e em 26 de junho no Legendários juntamente com "Meu corpo quer Você", ambos em 2012.

### Digressão
| Data          | Cidade         | Local               |
| ------------- | -------------- | ------------------- |
| Brasil (2013) |                |                     |
| 19 de janeiro | Jundiaí        | Sitio São Francisco |
| 20 de janeiro | Brasília       |                     |
| 21 de janeiro | Guarujá        |                     |
| 22 de janeiro | Goiânia        |                     |
| 23 de janeiro | São Paulo      |                     |
| 24 de janeiro | Ubatuba        |                     |
| 25 de janeiro | Sorocaba       |                     |
| 26 de janeiro | Belo Horizonte | Chevrolet Hall      |
| 27 de janeiro | Cabo Frio      | Cabo Folia          |
| 29 de janeiro | São Paulo      |                     |
| 31 de janeiro | São Sebastião  |                     |

| Data            | Cidade                 | Local              |
| --------------- | ---------------------- | ------------------ |
| Brasil (2013)   |                        |                    |
| 1 de fevereiro  | Ilha de Santa Catarina | Planeta Atlântida  |
| 2 de fevereiro  | Rio de Janeiro         | Credicard Hall     |
| 3 de fevereiro  | Recife                 | Carnaval de Olinda |
| 6 de fevereiro  | Araruama               |                    |
| 7 de fevereiro  | Salvador               |                    |
| 8 de fevereiro  | Monte Libano           |                    |
| 9 de fevereiro  | Rio Grande do Sul      | Maori Beach Club   |
| 10 de fevereiro | Ouro Preto             |                    |
| 11 de fevereiro | Minas Gerais           | Carnaval de Pompéu |
| 12 de fevereiro | Votuporanga            |                    |
| 28 de fevereiro | Petrolina              |                    |

## Histórico de lançamento
| País           | Data                | Formato          | Gravadora |
| -------------- | ------------------- | ---------------- | --------- |
| Austrália      | 24 de julho de 2012 | Download digital | Deckdisc  |
| Brasil         | 24 de julho de 2012 | Download digital | Deckdisc  |
| Estados Unidos | 24 de julho de 2012 | Download digital | Deckdisc  |